# Gray (cantor)
Lee Seong-hwa (Hangul: 이성화 nascido em 8 de dezembro de 1986), conhecido como Gray (Hangul: 그레이, estilizado como GRAY) é um rapper e produtor musical sul-coreano. Gray estreou em 2012 e atualmente assinou contrato com a gravadora de hip hop AOMG. Em 2016, ele apareceu como jurado no reality show Show Me the Money 5.

## Discografia

### Extended plays
| Título       | Detalhes do álbum                                                                    |
| ------------ | ------------------------------------------------------------------------------------ |
| Call Me Gray | - Lançamento: 25 de outubro de 2013 - Empresa: AOMG - Formatos: CD, download digital |

### Singles nos Charts
| Título                                                | Ano  | Posição | Vendas | Álbum                         |
| Título                                                | Ano  | KOR     | Vendas | Álbum                         |
| ----------------------------------------------------- | ---- | ------- | ------ | ----------------------------- |
| "Dangerous" (위험해)                                  | 2013 | 65      |        | Call Me Gray                  |
| "Just Do It" (하기나 해) feat. Loco                   | 2015 | 12      |        | grayground.01                 |
| "Comfortable" (맘 편히) with Simon Dominic, Loco, One | 2016 | 1       |        | Show Me The Money 5 Episode 2 |
| "GOOD" with Loco, feat. Elo                           | 2016 | 1       |        | GOOD                          |
| "Summer Night (Remix)" feat. Hoody                    | 2016 | 17      |        | Summer Night (Remix)          |
| "I'm Fine" (잘) with Sleepy, Loco, Hoody              | 2017 | 15      |        | Hyena On The Keyboard         |

### Como artista convidado
| Título                                  | Artista(s)                                                   | Ano  | Álbum                                   |
| --------------------------------------- | ------------------------------------------------------------ | ---- | --------------------------------------- |
| "Drinks Up"                             | Mainstream (ft. Gray)                                        | 2011 | Single digital                          |
| "Love, Life, Rap"                       | P-Type (ft. Gray)                                            | 2013 | Single digital                          |
| "See The Light"                         | Loco (ft. Gray)                                              | 2013 | Single digital                          |
| "Wish U Well"                           | Double K (ft. Gray)                                          | 2013 | Nom (놈)                                |
| "Let's Get It On"                       | G-Slow (ft. Swings, Gray)                                    | 2013 | Single digital                          |
| "A Real Lady"                           | Swings (ft. Beenzino, Zion.T, Gray)                          | 2013 | Single digital                          |
| "Invincible (못 이겨)"                  | Swings (ft. Gray)                                            | 2013 | Single digital                          |
| "Victorious 2 (이겨낼거야 2)"           | Swings (ft. Gray)                                            | 2014 | Mood Swings II, Pt. 1: Major Depression |
| "No Manners (무례하게)"                 | Loco (ft. Gray)                                              | 2014 | Locomotive                              |
| "If I (좋겠어)"                         | Loco (ft. Gray)                                              | 2014 | Locomotive                              |
| "Lucid Dream (자각몽)"                  | Wutan (ft. Gray)                                             | 2014 | Digital single                          |
| "Whatever You Do"                       | Crush (ft. Gray)                                             | 2014 | Crush On You                            |
| "Evolution"                             | Jay Park (ft. Gray)                                          | 2014 | Evolution                               |
| "Metronome"                             | Jay Park (ft. Simon Dominic, Gray)                           | 2014 | Evolution                               |
| "Success Crazed (미친놈)"               | Jay Park (ft. Simon Dominic, Trinidad James, Loco, Gray)     | 2014 | Evolution                               |
| "Parachute"                             | Elo (ft. Gray)                                               | 2014 | Digital single                          |
| "Parachute [Cool Summer Remix]"         | Elo (ft. Gray)                                               | 2015 | Digital single                          |
| "Respect"                               | Loco (ft. Gray)                                              | 2015 | Digital single                          |
| "Awesome"                               | Loco (ft. Gray)                                              | 2015 | Digital single                          |
| "My Last"                               | Jay Park (ft. Loco, Gray)                                    | 2015 | Worldwide                               |
| "Don't Try Me"                          | Jay Park (ft. Ugly Duck, Gray)                               | 2015 | Worldwide                               |
| "이제는 떳떳하다"                       | TakeOne (ft. Gray, Crucial Star, Black Gosi, MC Meta, Lolly) | 2015 | Digital single                          |
| "You Always (넌 언제나)"                | Simon D (ft. Hoody, Gray)                                    | 2016 | Two Yoo Project Sugar Man               |
| "Always On My Grind"                    | AOMG                                                         | 2016 | Follow The Movement Tour                |
| "GOOD"                                  | Loco & Gray (ft. Elo)                                        | 2016 | Digital Single                          |
| "Comfortable"                           | One, Gray, Simon Dominic                                     | 2016 | Show Me The Money 5                     |
| "DAY N NIGHT"                           | Elo (ft. Gray)                                               | 2016 | 8 Femmes                                |
| "On My Way"                             | Swings (ft. Gray, BewhY)                                     | 2016 | Mood Swings II, Pt. 3: Psychotherapy    |
| "Drive"                                 | Jay Park (ft. Gray)                                          | 2016 | Everything You Wanted                   |
| "1999"                                  | G2 (ft. Gray)                                                | 2016 | G2's Life, Pt. 1                        |
| "Call Me"                               | Dayday (ft. Gray, Jay Park)                                  | 2017 | All Day Every Day                       |
| "Summer Go Loco"                        | Loco (ft. Gray)                                              | 2017 | Summer Go Loco                          |
| "We Are (시차)"                         | Woo Won-Jae (ft. Gray, Loco)                                 | 2017 | Digital Single                          |
| "Wang Like Alexander (알렉산더처럼 왕)" | Hash Swan (ft. Gray)                                         | 2018 | Alexandrite                             |
| "Action!"                               | DPR Live (ft. Gray)                                          | 2018 | Digital Single                          |
| "Dally (달리)"                          | Hyolyn (ft.Gray)                                             | 2018 | Digital Single                          |
| "RUN"                                   | Lee Jin-ah (ft. Gray)                                        | 2018 | Jinah Restaurant Full Course            |

### Como produtor
| Título                                                               | Artista                                                    | Ano  | Álbum                                                                     |
| -------------------------------------------------------------------- | ---------------------------------------------------------- | ---- | ------------------------------------------------------------------------- |
| "I'm Her"                                                            | KittiB                                                     | 2012 | Digital single                                                            |
| "Hongdae Blues (홍대 블루스)"                                        | Stello (ft. Rbii)                                          | 2012 | Digital single                                                            |
| "Plastic Girl"                                                       | Stello (ft. Jeongbo)                                       | 2012 | Digital single                                                            |
| "The Way Home"                                                       | Stello (ft. Yoon Hyeon-jun)                                | 2012 | Digital single                                                            |
| "You're Not A Lady"                                                  | Jerry.K (ft. Zion.T)                                       | 2012 | True Self                                                                 |
| "Red Dress"                                                          | Crush                                                      | 2012 | Digital single                                                            |
| "Without You"                                                        | Infinite H (ft. Zion.T)                                    | 2013 | Fly High                                                                  |
| "Invincible (못 이겨)"                                               | Swings (ft. Gray)                                          | 2013 | #1, Vol. 2                                                                |
| "Are You Listening? (듣고 있어?)"                                    | Swings                                                     | 2013 | #1, Vol. 2                                                                |
| "Blur"                                                               | Elo (ft. Loco)                                             | 2013 | Digital single                                                            |
| "Two Melodies (뻔한 멜로디)"                                         | Zion.T (ft. Crush)                                         | 2013 | Red Light                                                                 |
| "Click Me"                                                           | Zion.T (ft. Dok2)                                          | 2013 | Red Light                                                                 |
| "Parachute"                                                          | Elo (ft. Gray)                                             | 2013 | Digital single                                                            |
| "Take Care"                                                          | Loco (ft. Park Na-rae of Spica)                            | 2013 | Digital single                                                            |
| "Love, Life, Rap"                                                    | P-Type (ft. Gray)                                          | 2013 | Digital single                                                            |
| "A Real Lady"                                                        | Swings (ft. Beenzino, Zion.T, & Gray)                      | 2013 | Digital single                                                            |
| "Feel Like I'm Back (우울증)"                                        | Crucial Star                                               | 2013 | Drawing #2: A Better Man                                                  |
| "Good Vibes Only"                                                    | Dok2 (ft. Gray)                                            | 2013 | Ruthless, the Album                                                       |
| "No More (G-Mix)"                                                    | Dok2 (ft. Crush & Loco)                                    | 2013 | Ruthless, the Album                                                       |
| "Wish U Well"                                                        | Double K (ft. Gray)                                        | 2013 | Nom (놈)                                                                  |
| "If I Were U"                                                        | Yoon Dae-jang                                              | 2013 | Digital single                                                            |
| "See The Light"                                                      | Loco (ft. Gray)                                            | 2013 | Digital single                                                            |
| "Let's Get It On"                                                    | G-Slow (ft. Swings & Gray)                                 | 2013 | Digital single                                                            |
| "Shower Later"                                                       | Gary                                                       | 2014 | Mr. Gae                                                                   |
| Mizuno CF                                                            | Gary                                                       | 2014 | Advertisement                                                             |
| "Victorious 2 (이겨낼거야 2)"                                        | Swings (ft. Gray)                                          | 2014 | Mood Swings II, Pt. 1: Major Depression (감정기복 II, Pt. 1: 주요 우울증) |
| "Major Depression (주요 우울증)"                                     | Swings (ft. Lovey)                                         | 2014 | Mood Swings II, Pt. 1: Major Depression (감정기복 II, Pt. 1: 주요 우울증) |
| "Hot Summer"                                                         | B-Free                                                     | 2014 | Hot Summer                                                                |
| "Metronome"                                                          | Jay Park (ft. Simon Dominic & Gray)                        | 2014 | Digital single                                                            |
| "Go Hard"                                                            | Illionaire Records (ft. Zion.T)                            | 2014 | Digital single                                                            |
| "Whatever You Do"                                                    | Crush (ft. Gray)                                           | 2014 | Crush On You                                                              |
| "Give It To Me"                                                      | Crush (ft. Jay Park & Simon Dominic)                       | 2014 | Crush On You                                                              |
| "As You Are Living Your Life (살다가보면)"                           | Jung In                                                    | 2014 | High School King of Savvy OST Part.2                                      |
| "NaNa"                                                               | Jay Park                                                   | 2014 | Digital single                                                            |
| "Pool Party"                                                         | Swings (ft. Yoon Jong-shin, Seulong, & G.NA)               | 2014 | Digital single                                                            |
| "The Promise"                                                        | Jay Park                                                   | 2014 | Digital single                                                            |
| "Taekwondo"                                                          | Jay Park                                                   | 2014 | Digital single                                                            |
| "A Real Man"                                                         | Swings & Ailee                                             | 2014 | Digital single                                                            |
| "Evolution"                                                          | Jay Park (ft. Gray)                                        | 2014 | Evolution                                                                 |
| "Who The F*ck is U"                                                  | Jay Park (ft. TakeOne & B-Free)                            | 2014 | Evolution                                                                 |
| "Success Crazed (미친놈)"                                            | Jay Park (ft. Simon Dominic, Trinidad James, Loco, & Gray) | 2014 | Evolution                                                                 |
| "Lucid Dream (자각몽)"                                               | Wutan (ft. Gray)                                           | 2014 | Digital single                                                            |
| "Hands Up (손바닥을 보여줘)"                                         | Loco (ft. Crush)                                           | 2014 | Locomotive                                                                |
| "Hold Me Tight (감아)"                                               | Loco (ft. Crush)                                           | 2014 | Locomotive                                                                |
| "You Don't Know (니가 모르게)"                                       | Loco                                                       | 2014 | Locomotive                                                                |
| "Thinking About You (자꾸 생각나)"                                   | Loco (ft. Jay Park)                                        | 2014 | Locomotive                                                                |
| "No Manners (무례하게)"                                              | Loco (ft. Gray)                                            | 2014 | Locomotive                                                                |
| "If I (좋겠어)"                                                      | Loco (ft. Gray)                                            | 2014 | Locomotive                                                                |
| "Your Love"                                                          | Elo (ft. The Quiett)                                       | 2015 | Digital single                                                            |
| "Alright"                                                            | Shinhwa                                                    | 2015 | We                                                                        |
| "All I Got Time For"                                                 | Jay Park                                                   | 2015 | Digital single                                                            |
| "Unpretty Dreams"                                                    | Jessi                                                      | 2015 | Unpretty Rapstar                                                          |
| "Ayo"                                                                | Lydia Paek                                                 | 2015 | Digital single                                                            |
| "Sex Trip"                                                           | Jay Park                                                   | 2015 | Digital single                                                            |
| "MOMMAE (몸매)"                                                      | Jay Park                                                   | 2015 | Digital single                                                            |
| "Whatever"                                                           | Ugly Duck (ft. Mayson the Soul, U-Turn)                    | 2015 | Digital single                                                            |
| "Respect"                                                            | Loco (ft. Gray)                                            | 2015 | Digital single                                                            |
| "Won & Only"                                                         | Simon Dominic (ft. Jay Park)                               | 2015 | Won & Only                                                                |
| "Simon Dominic (사이먼 도미닉)"                                      | Simon Dominic                                              | 2015 | Won & Only                                                                |
| "Money Don't Lie (돈은 거짓말 안 해) (Re-mastered)"                  | Simon Dominic                                              | 2015 | Won & Only                                                                |
| "Lonely Night (GRAY Remix)                                           | Simon Dominic (ft. Elo)                                    | 2015 | Won & Only                                                                |
| "Respect"                                                            | Sik-K, Lilboi, Geegoin (ft. Loco, Gray, DJ Pumkin)         | 2015 | Show Me The Money 4                                                       |
| "ON IT + BO$$"                                                       | Lil Boi                                                    | 2015 | Show Me The Money 4                                                       |
| "Awesome"                                                            | Loco (ft. Gray, Jay Park)                                  | 2015 | Awesome                                                                   |
| "We Up There 2"                                                      | Loco (ft. C Jamm, Jay Park)                                | 2015 | Awesome                                                                   |
| "Don't Try Me"                                                       | Jay Park (ft. Ugly Duck, Gray)                             | 2015 | Worldwide                                                                 |
| "MOMMAE (remix)"                                                     | Jay Park (ft. Crush, Simon Dominic, Honey Cocaine)         | 2015 | Worldwide                                                                 |
| "On It"                                                              | Jay Park (ft. DJ Wegun)                                    | 2015 | Worldwide                                                                 |
| "Seattle 2 Seoul"                                                    | Jay Park                                                   | 2015 | Worldwide                                                                 |
| "In This B*tch"                                                      | Jay Park                                                   | 2015 | Worldwide                                                                 |
| "Eat, Pray, Love"                                                    | Dynamic Duo                                                | 2015 | Grand Carnival                                                            |
| "Watch"                                                              | Swings (ft. Black Nut)                                     | 2015 | Levitate                                                                  |
| "Re:Birth/A Piece of Cake (누워서 떡 먹기)"                          | Ugly Duck & DJ Wegun                                       | 2015 | Digital single                                                            |
| "Lonely Night"                                                       | Gary (ft. Gaeko)                                           | 2015 | Digital single                                                            |
| "Always On My Grind"                                                 | AOMG                                                       | 2016 | Follow The Movement Tour                                                  |
| "Bad Vibes Lonely"                                                   | Dok2 (ft. Dean)                                            | 2016 | Digital single                                                            |
| "You Always (넌 언제나)"                                             | Simon Dominic (ft. Hoody, Gray)                            | 2016 | Two Yoo Project Sugar Man                                                 |
| "Like You"                                                           | Hoody                                                      | 2016 | Digital single                                                            |
| "Heartbreak Hotel"                                                   | Tiffany Hwang (ft. Simon Dominic)                          | 2016 | Digital single                                                            |
| "GOOD"                                                               | Loco & Gray (ft. Elo)                                      | 2016 | Digital single                                                            |
| "Not The Same Person You Used To Know (니가 알던 내가 아냐)"         | BewhY, G2, One (ft. Simon Dominic)                         | 2016 | Show Me the Money 5                                                       |
| "Comfortable"                                                        | One, Gray, Simon Dominic                                   | 2016 | Show Me the Money 5                                                       |
| "Forever"                                                            | BewhY                                                      | 2016 | Show Me the Money 5                                                       |
| "자화상 pt.2 (Fake)"                                                 | BewhY                                                      | 2016 | Show Me the Money 5                                                       |
| "Day Day"                                                            | BewhY (ft. Jay Park)                                       | 2016 |                                                                           |
| "Not The Same Person You Used To Know (니가 알던 내가 아냐) [Remix]" | Jay Park & Ugly Duck (ft. Loco, Dayday, Simon Dominic)     | 2016 | Scene Stealers                                                            |
| "ROSE"                                                               | Elo                                                        | 2016 | 8 Femmes                                                                  |
| "The End"                                                            | Elo (ft. Paloalto)                                         | 2016 | 8 Femmes                                                                  |
| "DAY N NIGHT"                                                        | Elo (ft. Gray)                                             | 2016 | 8 Femmes                                                                  |
| "Parachute [Cool Summer Remix]"                                      | Elo (ft. Gray)                                             | 2016 | 8 Femmes                                                                  |
| "Angel"                                                              | Elo (ft. Simon Dominic)                                    | 2016 | 8 Femmes                                                                  |
| "On My Way"                                                          | Swings (ft. Gray, BewhY)                                   | 2016 | Mood Swings II, Pt. 3: Psychotherapy                                      |
| "Your Soul"                                                          | Swings                                                     | 2016 | Mood Swings II, Pt. 3: Psychotherapy                                      |
| "Drive"                                                              | Jay Park (ft. Gray)                                        | 2016 | Everything You Wanted                                                     |
| "Your Eyes"                                                          | Hoody (ft. Jay Park)                                       | 2016 | On and On                                                                 |
| "The Light"                                                          | Hoody                                                      | 2016 | On and On                                                                 |
| "Like You"                                                           | Hoody                                                      | 2016 | On and On                                                                 |
| "Need U"                                                             | Hoody (ft. Dok2)                                           | 2016 | On and On                                                                 |
| "1999"                                                               | G2 (ft. Gray)                                              | 2016 | G2's Life, Pt. 1                                                          |
| "막다른 길"                                                          | TakeOne (ft. Elo, Stella Jang)                             | 2016 | 녹색이념                                                                  |
| "Knockin' at the Door"                                               | G2                                                         | 2017 | G2's Life, Pt. 2                                                          |
| "A.O.M.G"                                                            | Loco                                                       | 2017 | Bleached                                                                  |
| "지나쳐"                                                             | Loco (ft. Dean)                                            | 2017 | Bleached                                                                  |
| "Call Me"                                                            | Dayday (ft. Gray, Jay Park)                                | 2017 | All Day Every Day                                                         |
| "Curtain Call"                                                       | BewhY                                                      | 2017 | The Blind Star                                                            |
| "Red Carpet"                                                         | BewhY                                                      | 2017 | The Blind Star                                                            |
| "My Star"                                                            | BewhY                                                      | 2017 | The Blind Star                                                            |
| "Wright Brothers"                                                    | BewhY (ft. CJamm)                                          | 2017 | The Blind Star                                                            |
| "We Are (시차)"                                                      | Woo Won-Jae (ft. Gray, Loco)                               | 2017 | Digital Single                                                            |
| "I'm Fine (잘)"                                                      | Gray (ft. Sleepy, Loco, Hoody)                             | 2017 | Hyenas on The Keyboard - Single                                           |
| "11"                                                                 | Wanna One (Prod. Dynamic Duo)                              | 2017 | 1÷x=1 (Undivided)                                                         |

## Filmografia

### Televisão
| Ano  | Programa                   | Rede de TV | Notas                             |
| ---- | -------------------------- | ---------- | --------------------------------- |
| 2016 | Show Me the Money 5        | Mnet       | Jurado/Produtor com Simon Dominic |
| 2018 | A Battle of One Voice: 300 | tvN        | Concorrente com Loco              |